# Улица Тургенева (Советск)
Улица Тургенева —  улица в центральной части города Советска. Названа в честь великого русского писателя Ивана Сергеевича Тургенева.

## История
Возникла в XIX веке под названием нем. Sommer Straße, активно стала застраиваться в начале XX века. После войны была переименована в улицу Тургенева. До войны на улице преобладала малоэтажная частная застройка.

## Достопримечательности
- Здание народной школы
- Скульптура «Медвежонок» в детском парке
- Город деревянных скульптур на берегу городского озера у ФОКа

## Расположение улицы
Начинается улица от места пересечения с улицей Ленина. Заканчивается пересечением с улицей Павлика Морозова.  Улица движется с запада на восток, пересекая на своём пути реку Тильже.

## Пересекает улицы
- Светлый переулок
- 9 Января
- Германа Титова
- Мамина-Сибиряка
- Гастелло
- Суворова
- Павлика Морозова

## Транспорт
Маршрут автобуса № 4

## Общественно значимые объекты
- Дом молитвы Евангельских Христиан Баптистов
- Детский парк (парк И. Вехтера) со скейтплощадкой и качелями.
- Гимназия № 1 (начальная школа)
- Реабилитационный центр «Жемчужина»
- Центр гигиены и эпидемиологии
- Физкультурно-оздоровительный комплекс «Дружба» (кинотеатр «Люмен», медицинский центр)
- Детский сад № 11 «Росинка»
- Пожарная часть № 12
- Детский сад № 14 «Аленушка»

## Галерея

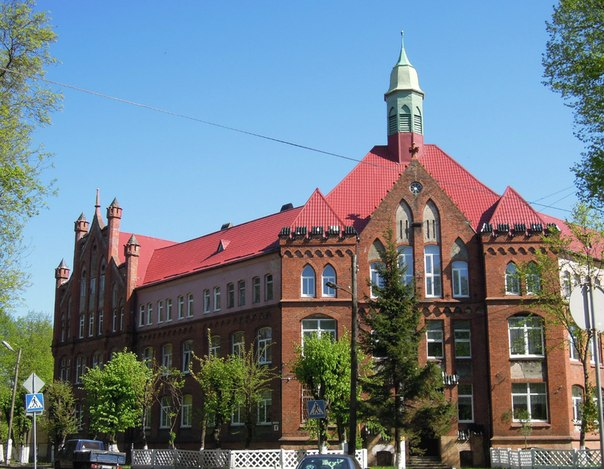
Здание народной школы
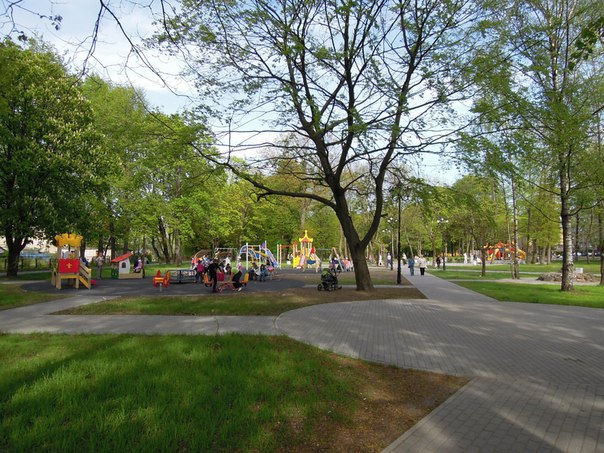
Детский парк Советска
Деревянные скульптуры
Скульптура медведя в детском парке
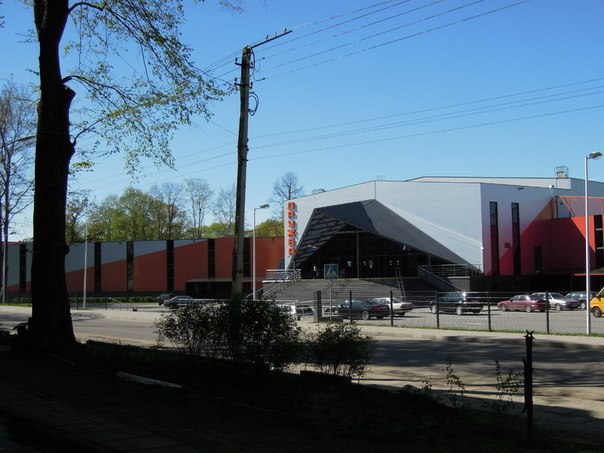
ФОК "Дружба"
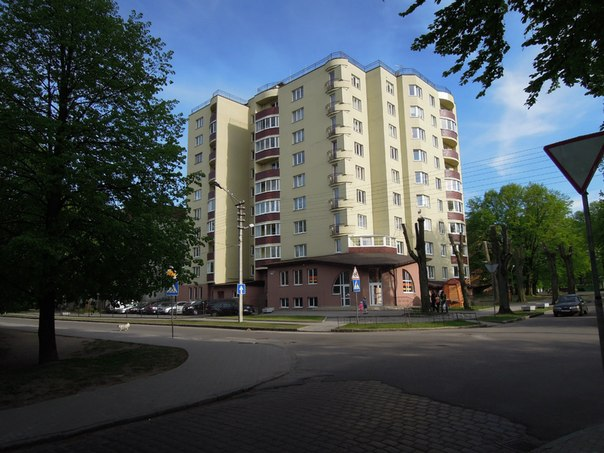
Новый девятиэтажный дом